# Naraka: Bladepoint
『Naraka: Bladepoint』（ナラカ：ブレードポイント）は、2021年にWindows用で発売されたアクションアドベンチャーバトルロイヤルゲーム。
24 Entertainmentによって開発され、NetEase Games Montréalによって発売された。

## ゲームの特徴
ナラカ：ブレードポイントは60名のプレイヤーが最後の1人になるまで戦い続けるサバイバルアクションゲームである。パルクールアクションや鈎縄、遠隔・近接武器による混戦、多種多様な武技はプレイヤーに自由度の高い戦闘プレイをお届けする。近接戦闘には「通常攻撃」、「崩し」、「剛体攻撃」の3つの攻撃モードがあり、「通常攻撃」→「崩し」→「剛体攻撃」→「通常攻撃」の三すくみとなっている。さらに、ナラカ：ブレードポイントのキャラメイクは他のゲームに比べてより進んだ楽しみ方ができる。様々なスタイルのキャラメイクが無料で楽しめ、イベントやシーズンパスのレベルごとに色々なスキンが開放される。また、ストアで販売されているスキンやアイテムも豊富にあるが、マルチプレイで使用するキャラクターの性能が課金で上がることはない。
ナラカ：ブレードポイントは腕に自信のある英雄が『モルス島』に集まり、戦いを繰り広げていくオリエンタルファンタジーな世界が特徴のオンラインアクションバトルロイヤルゲームであり、ソロやトリオモードを選択されることができる。個性的な2つの必殺技スキル(武技、奥義)を持った様々なキャラクターでプレイ可能。武者のうち、「妖刀姫」は陰陽師とのコラボレーションである。
2023年7月14日に基本無料化された。プラットフォームはSteam、PS5、Xboxに対応。各プラットフォームからのクロスプレイが可能で、Steamでは毎日20万人以上が同時オンライン接続するほどの人気作となっている。
ゲーム内で使用可能な武器は近接用と遠距離用で区分されており、2024年10月時点で使用可能な近接用武器は剣、太刀、横刀、大剣、槍、チェンソー、短剣、ヌンチャク、双刀、棍棒、斬馬刀、双戟、扇、拳刃の14種類。遠距離用武器は弓、連弩、大砲、五連銃、火縄銃、火炎筒、連弩砲の7種類となっている。

## キャラクター
2025年1月時点では、以下の23名のキャラクターを使用することができる。説明は公式HPより引用。
紅夜(こうや : Viper Ning)♀
声 - 平田宏美
彼女は剣术が抜群で、冷酷で、血とともに毒が流れている。マスクで隠された目は、宿命の時この世を睨む。
土御門胡桃(つちみかどくるみ : Tsuchimikado Kurumi)♀
声 - 長妻樹里
日輪の花、土御門胡桃は天才で、陰陽師の家族に生まれた彼女は、幼い頃から次代の陰陽師継続者として育てられてきた。陰陽術を探求するため旅に出る。
カナン(Matari)♀
声 - 植田佳奈
有名な暗殺者と宝探し者である彼女は、一人で千面を持ち、どこにでも侵入できる。優雅なアサシンで、お金持ちの悪夢と知られている。
滄海(そうかい : Tarka Ji) ♂
声 - 小野友樹
おおらかで、命のように酒好きで世に名を知られる。平素は義侠心のある行為をし、でたらめなこともたくさんしたが、彼の過去を知っている人はいない。知っているのは、ただ、この男は戦い続ける。
テムル(Temulch) ♂
声 - 佐藤拓也
遊牧民族の彼は体内に眠っている巨狼の力を呼び覚まし、また彼の記憶中の伝説をも呼び覚ました：巨狼の力を持った勇士は不朽の仮面を奪い、仮面を通して無限の栄光と力を得るのだ。
天海(てんかい : Tianhai) ♂
声 - 古川慎
不朽の仮面を追い求めているすべての人々の中で、彼だけが不朽の仮面の神力に秘められた残酷な真実を意識した。世間を救おうと決心した。阻止しにくる人にまたこの上のない悲惨な目にあわせる。
妖刀姫(ようとうひめ : Yoto Hime)♀
声 - 井澤詩織
誰も彼女の妖刀を避けることができない。刀の中には無数亡霊が存在している。落ち着くと、彼女はまた、多くの人を傷ついたことで自分を責める。「強い」ことはいいことではなく、「強い」ことを受け止め、制御する力が重要だ。
三娘(さんじょう : Valda Cui)♀
声 - 石上静香
武将一族の子供である崔三娘は、故郷を追われ海外をさすらうことになった、その数奇な運命には溜息を禁じ得ない。しかし彼女は大志を抱き、賢くて腕の立つ女だ。心に抱く大義のために戦い、海上を制覇する彼女は大きな波を巻き起こすのだろう。
岳山(だけやま : Yueshan) ♂
声 - 石川界人
北に中州を望み、去る年の行軍を思い出す。山河は安寧にして、天下泰平、人々の笑い声は止まず。海上の巨浪は玉州を侵し、雲州の鋭利な刃は北の土を巻きあげる。風雲起こりし時、四方の辺境を守りし者は誰か？身に付けるは魂の鎧なり。乾坤は反転し、東宮は昏し。朝綱傾きて、天下の柱は沈み、武成を忌みて、忠義の岳一門は幽困されたり。金戈を揮い、神兵は降り立たん。千軍退去し、モルスに征伐す。逆賊を討ちて、社稷の主を助け、九州を鎮めたらん。
無塵(むじん : Wuchen) ♂
声 - 花江夏樹
無常の理をもって執心を捨て、時に応じて行う。無塵は一切の拘われを捨ててこそ、永劫を破ることができると信じている。
顧清寒(こせいかん : Justina Gu) ♀
声 - 石川由依
顧清寒の心の中では、自分は高貴なお姫さまではなく、仙気の帯びた蔵雨閣の主でもない。彼女はただ敵を葬ることを決めた冷たい飛影であり、愛する人を見つけたいと願う孤独な雁に過ぎないのである。
武田信忠(たけだのぶただ : Takeda Nobutada) ♂
声 - 杉田智和
平生欲を思わず、凡事みな悔いなし。吾たとえ世人に不忠不義の名をもって唾棄されようとも、必ずや親友の託すところ、無にすることなからん。末路に至れば、すなわち手中の刃をもって、前を阻むものを尽く斬ってすてん。吾が身滅びるとも、武の道は棄てるべからず。
紫萍(ずーぴん : Ziping Yin)♀
声 - ファイルーズあい
四方を潤す萍と泉、黄粱の夢へ導く。望聞問切は解語の花の如き。吐息は反魂香に勝る。一見するとか弱くて優しい少女だが、国と家族の恨みに臨むと果敢に戦う。「一人を救うのはたやすいが、天下の人を救うのは難しい……だが紫萍は人を救うことを志した！」
沈妙(しんみょう : Feria Shen)♀
声 - 長谷川育美
妙手、妙技、妙策、妙齢。巧妙な造物、奇妙な言行、絶妙な個性！友となれば、妙なり。敵となれば、妙なし。
胡為(こい : Akos Hu) ♂
声 - 木村良平
砦に入っては砦を討ち平らげる。軍隊に参入しては離脱する。虎の乳で育った胡為は、山林に棲息する野獣のように自由なまま。その不羈の心を動かすのは、雲州の安否だけだ。
瑩(ざい : Zai Ji)♀
声 - 小清水亜美
天道是か非か、諸行無常。災厄と見なされて捨てられた季氏の娘は、遂に暗夜に現れる無常悪鬼に変わってしまった。「瑩」という名前を取り戻したのは、親を探すためではない。幽冥の業火を再び世間に降臨させ、裏切り者の罪を焼き尽くすのだ。
玉玲瓏(ぎょくれいろう : Tessa)♀
声 - M・A・O
隠族の教団である通教の「塗山氏」出身。塗山氏は隠族の貴族であり、占いに長けていた。隠族が人類という種族を発見した時、人間と密接な繋がりを保った氏族の一つである。塗山氏の者は「九尾の狐」と自由に会話でき、子供の頃から九尾の狐と共に暮らして成長する。
ハーディ(Hadi Ismail) ♂
声 - 小林裕介
ハーディ・イスマルは月輪国史上最年少の学者で、聡明な頭脳と器用な手先の持ち主である。そのようなことが起こらなければ、彼はとっくに学宮に入り、学者たちが尊敬する指導者になっていただろう。だが、運命の川はやがて彼を旅立たせ、モルス島まで連れて来た。
魏軽(ぎけい : Shayol Wei)♀
声 - 島袋美由利
幼少の頃から、正法司に入り、罪を公平に裁断する。命令のもと、犯人の足跡を辿って、地の果てまでも追いかけている。執金衛統領魏軽、必ず真実を明らかにすることを誓います！
劉煉(りゅうれん : Lyam Liu) ♂
声 - 杉山紀彰
西北潤州の百年の炉火は、無数の金石を作り出し、劉家代々伝わる白金の力を育んでいる。 ただし、劉煉は才能を信じない。彼が信じるのはこの言葉だけ。「金は百煉あるのみ、至高の境界に達せる」。
張起霊(ちょうきれい : Kylin Zhang) ♂
声 - 中村悠一
長生の秘密を持つ張家の族長。口数が少なくて、実力はある。無言の麒麟と呼ばれている。張家の人は代々「天授」によって記憶を失う。彼は家族の使命を背負い、失った記憶と手掛かりを探すため、常に様々な墓の中を訪ねる。
シーリャ(Cyra)♀
声 - 梅本奈己峰
彼女は首席神癒者、暁の聖女である。かつて月輪国のありとあらゆる称賛と栄光を享受していた。しかし、その名声が過ぎ去った今、残っているのは批判と噂だけだ。信じよう、暁の光は永遠に昼のまま、星の輝きは決して消えないと。
青夢(あおゆむ : Lannie)♀
声 - 佳村はるか
幼い頃から街を流離っていた彩戲師の青夢は、早くもこの世の理を悟った。――食べることと生きること以外、心に留める価値のあるものなんてない。真面目に働いて金持ちになった人なんて、どれだけいる？
だが、江湖の道は果てしなく、次々とトラブルが降りかかる。気楽に生きていた彼女も、争いの渦に巻き込まれてしまう……

## 開発
スマホバージョンは現在開発中で、世界中のより多くのプレイヤーに近接戦闘のゲーム体験を提供することを目指している。Netease Thunderfire UXは、スマホバージョンのUIとUXデザインを担当している。
2021年11月5日、24 EntertainmentはNARAKA: BLADEPOINT ワールドチャンピオンシップ（NBWC）の開催を発表した。賞金総額は150万ドルを超える。NBWCは来年初めに開催される。
ナラカ：ブレードポイントは複数のプラットフォームで開発を進めているとのことで、コンシューマ機版の具体的なリリース時期やプラットフォームの詳細は今後公開予定となっている。Netease Thunderfireは、コンシューマ機版の開発とゲーム設定のデザインを担当している。
ナラカ：ブレードポイントをはじめとする多くのゲームタイトルが、2019年12月12日に開催された「Game Awards 2019」の授賞式で正式に発表された。

## リリース
発売後3ヶ月で、ナラカ：ブレードポイント全世界販売本数が600万本を突破した。中国のPCゲームの中で最も売れたゲームの一つとなっている。
2021年11月10日にスタートするナラカ：ブレードポイントの新シーズン「出陣」は、岳山を含む2人の新武者と、新しい近接武器や様々な飾りを追加した。新バトルパスの価格は前シーズンと同じで、バトルパスのレベル上限は110から130に変更した。ナラカ：ブレードポイントを応援してくださっているプレイヤーの皆様へ、感謝の気持ちを込めて、プレゼントとして、限定記念短剣スキン（馬柄刀）をお送りした。馬柄刀はナラカ：ブレードポイントと平遥文旦古武器博物館のコラボレーションにより、デザインされた短剣のスキンとなっており、同博物館の宝物である清代中期の瑪瑙製「馬柄刀」をモチーフにしている。馬の頭の温かさと透明感、刃の鋭さを丁寧に再現した。
2021年8月10日、10言語以上のバージョンでグローバルにリリースをはじめた。
NetEase Thunderfire UXはナラカ：ブレードポイントの最初のプロトタイプから、ユーザーリサーチプロジェクトとUXデザインを行っている。

## レセプション
2021年10月19日、ナラカ：ブレードポイントが2021「Golden Joystick Award」最優秀マルチプレイゲームにノミネートされた。この賞ははアーケードアワードに続き、2番目に歴史のあるゲームアワードである。